# 斎藤博明
斎藤 博明（さいとう ひろあき、1951年3月8日 - 2020年8月31日）は、日本の実業家、会計士補。TAC株式会社の創業者であり、代表取締役社長、資格の学校TAC学院長を務めた。TAC株式会社の大株主であるヒロエキスプレスの代表取締役社長を兼ねた。ヒロエキスプレスは斎藤の資産管理会社であり、2020年3月末現在ヒロエキスプレスはTAC株式会社議決権の33.43%を保有する。このため斎藤はTAC株式会社の株主総会特別決議を阻止することができた。
「自分の人生の主導権は自分が握る。決して他人（会社）には握らせない」ことをモットーとする。

## 略歴・人物
- 1969年3月 - 宮城県仙台第二高等学校卒業。
- 1970年4月 - 東北大学入学。
- 1975年3月 - 東北大学経済学部経済学科卒業。
- 1978年9月 - 公認会計士試験第2次試験合格。株式会社東京アカウンティングセンター入社、公認会計士講座財務諸表論講師に就任。
- 1980年12月 - 東京アカウンティング学院株式会社（現TAC株式会社）を設立し、代表取締役社長に就任。
- 2003年4月 - 社団法人経済同友会副代表幹事に就任（2007年退任）。
- 宮城県仙台市に生まれ、東北大学在学中に公認会計士試験に臨むが立て続けに失敗。受験3年目で仙台から東京に移り5回目の受験で合格を果たすが、公認会計士としてではなくベンチャー企業の経営者としての道を選ぶ。前身である株式会社東京アカウンティングセンターを母体に、TACを設立。その後、公認会計士講座・税理士講座を柱とする「資格の学校TAC」を東京・神田神保町で設立する。（TACは後に水道橋に移転）
  - 新卒当時は新日本製鐵への内定を得ていたが、卒業直前に周囲の反対を押し切って内定を辞退する。また、そのきっかけになったのは大学3年でインドを放浪し、禅に夢中になる中で、東北大学で当時同級生だった加藤義孝（元新日本有限責任監査法人理事長）の影響によって公認会計士の資格を知ったことによる。
- TACが毎月発行する『TACNEWS』では毎月、自身の半生を綴った連載の他に受験生のお悩み相談のコーナーも受け持っている。その内容は同社サイトにもバックナンバーを含めて記載されている。
- また、個人的にはマラソン（ウルトラマラソン）等が趣味で、今までに多くの大会に参加・完走している。2001年10月7日の山岳耐久レースでは、崖から落ちて意識を失い、夜が明けて意識を取り戻した後に、頭を岩にぶつけながらも生還した。株式公開翌年の1月には、宮古島で100キロマラソンを完走。2月には雪の残る大山に上り、靭帯を断裂。2002年3月16日には、済州島200キロマラソンのレースに出場、靭帯の回復もままならぬまま痛み止めを飲んで出場。幻覚を見ながら朦朧とした状態のまま走り続け、崖から落下し頭を強打、そのまま意識を失う。崖上からの声で目を覚ました後、自力で崖を這い上がりレースを再開しようとしたが、逆走しているのに気づき、リタイアを決定。その後の診断で、脳出血が発覚した[2]。
- 設立から数年後、学校法人化を狙い申請するも千代田区や関連団体の認可を得られず失敗。株式会社のまま現在に至っている。
- 2004年にTACは東証一部に上場を果たすが、きっかけはTACが銀行取引を開始する際に同じ東北大学出身の旧三和銀行の担当者に「国家資格の予備校」という事業内容を電話帳の区分で『その他』とみなされ、事業の社会的意義を理解してもらえなかったことである[3]。
- 執筆も多く、「ビジネスの論理」を発表。斎藤の半生（主に受験生活以降の話）を綴り、起業家に多くの注目を浴びている。
- 「風に出会う」収録の「収容バスとの競争」が1999年に文藝春秋のベストエッセイに選ばれる。
- 2018年10月 - 株式会社TAC代表取締役社長を退任。[4]
- 2018年10月 - 株式会社TAC取締役に就任。[5]
- 2019年6月 - 株式会社TAC取締役を退任。[6]
- 2020年8月 - 2020年8月31日死去（享年69歳）[7]

## 著書
- 「風の記憶」ISBN 978-4886510198
  - 出版社：TAC出版（1989年11月出版）
- 「風を追う」ISBN 978-4885872334
  - 出版社：TAC出版（1994年10月出版）
- 「風に出会う -Catch the Wind」ISBN 978-4885879623
  - 出版社：TAC出版（1999年10月出版）
- 「資格受験・合格する発想 -限界を超えて努力するための心構え」ISBN 978-4885878909
  - 出版社：TAC出版（1999年4月出版）
- 「ビジネスの論理 -私はいつも限界に向き合い、格闘し、限界を超えて生きてきた。」ISBN 978-4813214823
  - 出版社：TAC出版（2005年2月出版）